# مجموعة فيلنيوس
مجموعة فيلنيوس هي مجموعة من الدول التي كانت تطمح للإنضمام لحلف شمال الأطلسي، اجتمعت الدول في مايو 2000 لمناقشة التعاون العملي وتبادل المعلومات والضغط من أجل ترشيحها في عواصم الناتو.
تبنت مجموعة فيلنيوس الشعار الوطني التالي :
بينما يجب النظر إلى كل دولة وفقًا لمزاياها الخاصة، فإننا نعتقد أن تكامل كل ديمقراطية سيكون نجاحًا لنا جميعًا وأن تكامل كل دولة ديمقراطية سيكون نجاحًا لأوروبا وحلف شمال الأطلسي.
أعضاء المجموعة هم: ألبانيا، بلغاريا، كرواتيا، إستونيا، لاتفيا، ليتوانيا ، مقدونيا الشمالية، رومانيا، سلوفاكيا، سلوفينيا.

## الانضمام إلى الناتو
في 29 مارس 2004، انضمت بلغاريا وإستونيا ولاتفيا وليتوانيا ورومانيا وسلوفاكيا وسلوفينيا إلى الناتو في قمة اسطنبول 2004 [الإنجليزية]. انضمت ألبانيا وكرواتيا إلى التحالف في عام 2009. انضمت مقدونيا الشمالية إلى الحلف في عام 2020 بعد أن تأخرت اليونان في عملية الانضمام بسبب نزاع طويل حول اسم "مقدونيا" والذي تم حله في النهاية بموجب اتفاقية بريسبا.